# Djämes Braun
Djämes Braun er et dancehall-act fra Danmark. Lasse Kramhøft aka. Pilfinger står bag actet, som oprindeligt blev dannet som en duo med barndomsvennen Kent Pedersen i år 2012, frem til dennes exit, i slutningen af 2017.
Djämes Braun brød igennem som vindere af KarriereKanonen på DR's P3 og den 19. november 2012, udkom den første EP "Djämes Braun". Den opfølgende EP "Farlig Tiger" blev udgivet den 12. august 2013. Den 2. marts 2015 udkom debutalbummet "Modgift", som opnåede en platincertificering.
I forbindelse med DR Output-stafetten i 2015 lavede Djämes Braun en coverversion af Marie Keys Uden forsvar.
Djämes Braun deltog i efteråret 2016 i TV2-programmet Toppen Af Poppen sammen med Fallulah, Hanne Boel, Lau Højen, Noah, Peter A.G. og Ida Corr.

## Diskografi

### Album
| Titel   | Albumdetaljer                                                         | Højeste placering | Certificering |
| Titel   | Albumdetaljer                                                         | Danmark           | Certificering |
| ------- | --------------------------------------------------------------------- | ----------------- | ------------- |
| Modgift | - Udgivet: 2. marts 2015 - Selskab: Parlophone - Format: CD, download | 5                 | - Platin      |

### EP'er
- Djämes Braun (2012)
- Farlig Tiger (2013)

### Singler
| År                                                       | Titel                                           | Højeste placering | Højeste placering | Certificering        | Album                                 |
| År                                                       | Titel                                           | Track             | Airplay           | Certificering        | Album                                 |
| -------------------------------------------------------- | ----------------------------------------------- | ----------------- | ----------------- | -------------------- | ------------------------------------- |
| 2012                                                     | "Duft af Ba-cone"                               | 27                | —                 |                      | Djämes Braun                          |
| 2012                                                     | "Kom og giv mig alle dine penge"                | 18                | —                 | - Platin (streaming) | Djämes Braun                          |
| 2012                                                     | "Nethinde"                                      | —                 | —                 |                      | Djämes Braun                          |
| 2012                                                     | "Traktor"                                       | —                 | —                 |                      | Djämes Braun                          |
| 2013                                                     | "Kvinder og kanoner" (featuring Barbara Moleko) | 28                | —                 |                      | Farlig tiger                          |
| 2013                                                     | "Farlig tiger"                                  | —                 | —                 |                      | Farlig tiger                          |
| 2014                                                     | "Fugle"                                         | 2                 | —                 | - 2× Platin          | Modgift                               |
| 2015                                                     | "Inficeret"                                     | 24                | 3                 | - Guld               | Modgift                               |
| 2015                                                     | "Uden forsvar"                                  | —                 | —                 |                      | ikke-album single; cover af Marie Key |
| 2015                                                     | "Lytter ik' til dem"                            | —                 | —                 |                      | Modgift                               |
| 2016                                                     | "Geronimo"                                      | —                 | —                 |                      |                                       |
| 2016                                                     | "Ild til blokken"                               | —                 | —                 |                      |                                       |
| 2016                                                     | "Dem vi var"                                    | —                 | 12                |                      |                                       |
| "—" markerer en udgivelse der ikke opnåede en placering. |                                                 |                   |                   |                      |                                       |

### Featured
- "Nede Med Koldskål" (Klumben feat. Niklas, Shaka Loveless, Mette Lax, Djämes Braun & Steggerbomben)
- "Ejer Det" (Kato feat. Specktors & Djämes Braun)
- "Dumt på dig (Part 2)" (Kato feat. TopGunn & Djämes Braun)

### Bonusinfo
Djämes Braun fremgår flere år før i 2007, på nummeret "Glamour Hotel" fra albummet "Chronicles of 4 Dub" af Shomori Pass. Glamour Hotel er musikstudiet hvor magien bliver skabt, under kyndige beats fra indehaveren Pilfinger, den ene halvdel af Djämes Braun.